# Звёздное (Крым)
Звёздное (до 1948 года Очка́-Байла́р; укр. Звіздне, крымскотат. Oçqa Baylar, Очкъа Байлар) — село в Красногвардейском районе Республики Крым, входит в состав Ленинского сельского поселения (согласно административно-территориальному делению Украины — Ленинского сельского совета Автономной Республики Крым).

## Население
| 2001 | 2014 |
| ---- | ---- |
| 216  | ↗219 |

Всеукраинская перепись 2001 года показала следующее распределение по носителям языка
| Язык       | Процент |
| ---------- | ------- |
| русский    | 86,57   |
| украинский | 13,43   |

### Динамика численности
| - 1805 год — 28 чел. - 1864 год — 25 чел. - 1889 год — 51 чел. - 1902 год — 82 чел. - 1915 год — 4/31 чел. - 1926 год — 60 чел. | - 1939 год — 120 чел. - 1989 год — 250 чел. - 2001 год — 216 чел. - 2009 год — 217 чел. - 2014 год — 219 чел. |

## Современное состояние
На 2017 год в Звёздном числится 1 улица — Шоссейная; на 2009 год, по данным сельсовета, село занимало площадь 88,1 гектара на которой, в 85 дворах, проживало 217 человек. Село связано автобусным сообщением с райцентром и соседними населёнными пунктами.

## География
Звёздное — село в степном Крыму на юго-западе района, высота центра села над уровнем моря — 82 м. Соседние сёла: Ленинское в 0,5 км на запад и Октябрьское в 3,8 км на восток. Расстояние до райцентра — около 33 километров (по шоссе), ближайшая железнодорожная станция — Элеваторная примерно в 6 километрах. Транспортное сообщение осуществляется по региональной автодороге 35Н-271 от шоссе 35К-001 Красноперекопск — Симферополь (по украинской классификации — С-0-10661).

## История
Первое документальное упоминание села встречается в Камеральном Описании Крыма… 1784 года, судя по которому, в последний период Крымского ханства Учкая Ялар входил в Ташлынский кадылык Акмечетского каймаканства. После присоединения Крыма к России (8) 19 апреля 1783 года, (8) 19 февраля 1784 года, именным указом Екатерины II сенату, на территории бывшего Крымского Ханства была образована Таврическая область и деревня была приписана к Перекопскому уезду. После Павловских реформ, с 1796 по 1802 год, входила в Акмечетский уезд Новороссийской губернии. По новому административному делению, после создания 8 (20) октября 1802 года Таврической губернии, Очка-Байлар был включён в состав Кучук-Кабачской волости Перекопского уезда.
В Ведомости о всех селениях в Перекопском уезде состоящих с показанием в которой волости сколько числом дворов и душ… от 21 октября 1805 года, Очка-Байляр идентифицируется с трудом, вероятно это Кучук-Банлар с 3 дворами и 28 жителями крымскими татарами. На военно-топографической карте генерал-майора Мухина 1817 года деревня Учкибайлар обозначена с 5 дворами. После реформы волостного деления 1829 года Кучук-Байлар, согласно «Ведомости о казённых волостях Таврической губернии 1829 года», отнесли к Агъярской волости (переименованной из Кучук-Кабачской). На карте 1836 года в деревне 6 дворов, а на карте 1842 года Очка-Байлар обозначен условным знаком «малая деревня», то есть, менее 5 дворов.
В 1860-х годах, после земской реформы Александра II, деревню включили в состав Айбарской волости. Согласно «Памятной книжке Таврической губернии за 1867 год», деревня Очка-Байлар была покинута жителями в 1860—1864 годах, в результате эмиграции крымских татар, особенно массовой после Крымской войны 1853—1856 годов, в Турцию и заселена колонистами немцами собственниками. По энциклопедическому словарю «Немцы России», в 1861 году здесь, на 750 десятинах земли, поселились немцы лютеране. Уже в «Списке населённых мест Таврической губернии по сведениям 1864 года», составленном по результатам VIII ревизии 1864 года, Очка-Байляр — деревня общины немецких колонистов с 5 дворами и 25 жителями при безъименной балке. По обследованиям профессора А. Н. Козловского начала 1860-х годов, вода в колодцах деревни была пресная, а их глубина составляла 10—15 саженей (21—32 м). На трёхверстовой карте Шуберта 1865—1876 года деревне Очка-Байлар обозначена незначительным селением, без указания числа дворов. В «Памятной книге Таврической губернии 1889 года» по результатам Х ревизии 1887 года записан Очка-Байляр, уже Григорьевской волости, с 8 дворами и 51 жителем.
После земской реформы 1890 года деревню приписали к Бютеньской волости. В последующих учётах деревню (видимо, за малостью) отдельно не фиксировали: в «…Памятной книжке Таврической губернии на 1892 год» не упоминается вовсе, а в «…Памятной книжке Таврической губернии на 1900 год» вместе записаны Очка и Кир Байлар с 82 жителями в 2 домохозяйствах. По Статистическому справочнику Таврической губернии. Ч.II-я. Статистический очерк, выпуск пятый Перекопский уезд, 1915 год, в экономии Очка-Байляр Бютеньской волости Перекопского уезда числилося 1 двор с немецким населением в количестве 4 человек приписных жителей и 31 — «посторонних», из которых 20 мужчин и 15 женщин. В экономии числилось 516 десятин удобной земли. В хозяйстве имелось 30 лошадей, 54 вола, 16 коров и 80 голов мелкого скота.
После установления в Крыму Советской власти и учреждения 18 октября 1921 года Крымской АССР, в составе Симферопольского уезда был образован Биюк-Онларский район, в состав которого включили село. В 1922 году уезды получили название округов. 11 октября 1923 года, согласно постановлению ВЦИК, в административное деление Крымской АССР были внесены изменения, в результате которых был ликвидирован Биюк-Онларский район и село включили в состав Симферопольского. Согласно Списку населённых пунктов Крымской АССР по Всесоюзной переписи 17 декабря 1926 года, в селе Очка-Байляр, Биюк-Онларского сельсовета Симферопольского района, числилось 13 дворов, все крестьянские, население составляло 600 человек, из них 50 немцев и 10 русских Постановлением КрымЦИКа «О реорганизации сети районов Крымской АССР» от 15 сентября 1930 года был вновь создан Биюк-Онларский район, теперь как немецкий национальный (указом Президиума Верховного Совета РСФСР № 621/6 от 14 декабря 1944 года переименованный в Октябрьский) село включили в его состав. По данным всесоюзной переписи населения 1939 года в селе проживало 120 человек. Вскоре после начала Великой Отечественной войны, 18 августа 1941 года крымские немцы были выселены, сначала в Ставропольский край, а затем в Сибирь и северный Казахстан.
После освобождения Крыма от фашистов в апреле, 12 августа 1944 года было принято постановление № ГОКО-6372с «О переселении колхозников в районы Крыма» и в сентябре 1944 года в район приехали первые новоселы (57 семей) из Винницкой и Киевской областей, а в начале 1950-х годов последовала вторая волна переселенцев из различных областей Украины. С 25 июня 1946 года Очка-Байляр в составе Крымской области РСФСР. Указом Президиума Верховного Совета РСФСР от 18 мая 1948 года, Очка-Байляр переименовали в Звездное. 26 апреля 1954 года Крымская область была передана из состава РСФСР в состав УССР. Время включения в Амурский сельсовет пока не установлено: на 15 июня 1960 года село уже числилось в его составе.
Указом Президиума Верховного Совета УССР «Об укрупнении сельских районов Крымской области», от 30 декабря 1962 года, Октябрьский район был упразднён и Звездное присоединили к Красногвардейскому району. По данным переписи 1989 года в селе проживало 250 человек. С 12 февраля 1991 года село в восстановленной Крымской АССР, 26 февраля 1992 года переименованной в Автономную Республику Крым. С 21 марта 2014 года в составе Крыма аннексировано Россией.